# Ngọ
Ngọ (午) là một trong số 12 chi của Địa chi, thông thường được coi là địa chi thứ bảy. Đứng trước nó là Tỵ, đứng sau nó là Mùi.
Tháng Ngọ trong nông lịch là tháng năm âm lịch.
Về thời gian thì giờ Ngọ tương ứng với khoảng thời gian từ 11:00 tới 13:00 trong 24 giờ mỗi ngày.
Về phương hướng thì Ngọ chỉ phương chính nam.
Theo Ngũ hành thì Ngọ tương ứng với Hỏa, theo thuyết Âm-Dương thì Ngọ là Dương.
Ngọ mang ý nghĩa là thoái trào, chỉ trạng thái ngừng phát triển và bắt đầu suy thoái của thực vật trên khắp mặt đất trong khoảng thời gian này tại các vĩ độ ôn đới thấp và nhiệt đới (khoảng giữa mùa hè theo quan điểm của người Á Đông).
Để tiện ghi nhớ hoặc là do sự giao thoa văn hóa nên mỗi địa chi được ghép với một trong 12 con giáp. Ngọ tương ứng với ngựa.
Trong lịch Gregory, năm Ngọ là năm mà chia cho 12 dư 10.

## Các can chi Ngọ
- Giáp Ngọ
- Bính Ngọ
- Mậu Ngọ
- Canh Ngọ
- Nhâm Ngọ